# Randall Thompson
Ira Randall Thompson (New York, 21 april 1899 – Boston, 9 juli 1984) was een Amerikaans componist, dirigent en muziekpedagoog.

## Levensloop
Thompson, de zoon van een Engelse leraar, bracht zijn hele leven door in een academisch milieu. Hij begon muziek te maken op een oud harmonium dat stond in het buitenverblijf van de familie Thompson, een boerderij in Vienna in de Amerikaanse staat Maine. Zijn eerste composities (rond 1915) waren een pianosonate en een meerstemmig kerstlied. In 1916 begon hij te studeren aan de befaamde Harvard-universiteit en daar werd hij lid van het universiteitskoor, dat onder leiding stond van Archibald T. Davison. Tot zijn leraren op Harvard behoorden, behalve Davison, ook Edward Burlingame Hill en Walter R. Spalding. Hij studeerde ook een jaar privé bij Ernest Bloch tussen zijn BA- en zijn MA-diploma, dat hij behaalde in 1922. Hij promoveerde nooit formeel, maar kreeg eredoctoraten van de Universiteit van Rochester (New York) (1933),  de Universiteit van Pennsylvania (1969), het Allegheny College (1973) en het New England Conservatory (1975).
Vanaf 1922 tot 1925 studeerde hij aan de Amerikaanse Academie in Rome, waar hij geïnspireerd werd door de grote componisten van de Renaissance. Dat leidde hem tot de koormuziek en hij behoort nu tot de vooraanstaande Amerikaanse koorcomponisten. Na zijn terugkeer in de Verenigde Staten werd hij in 1927 Assistant Professor (± docent) voor harmonie en contrapunt, en tevens koordirigent aan het Wellesley College, waar hij doceerde tot 1929, en opnieuw van 1936 tot 1937. Wellesley was het begin van zijn academische carrière: aan de Universiteit van Californië - Berkeley (1937–1939), aan het prestigieuze Curtis Institute of Music in Philadelphia, waar hij tevens directeur was (1939–1941), aan de Universiteit van Virginia, waar hij de muziekafdeling leidde van de School of Fine Arts (1941–1946) en vanaf 1948 tot aan zijn emeritaat aan zijn Alma Mater, Harvard, waar hij van 1952 tot 1957 hoofd van de muziekafdeling was, en waar hij de Walter Bigelow Rosen-leerstoel muziek bekleedde. 

## Composities
Als componist schreef hij werken voor orkest, harmonieorkest, concerten, opera's en liederen, maar hij is vooral bekend dankzij zijn werken voor koor, die bijna alle geschreven werden in opdracht. De karakteristieken van  zijn koorwerken, die (net als zijn instrumentale composities) voornamelijk diatonisch zijn, werden beschreven als volgt: "lijnen die dankzij hun vorm dankbaar en prettig om te zingen zijn; individuele koorkleuren in dienst van de successieve klanken van het woord; zorgzame behandeling van het natuurlijke ritme van het gesproken woord, en een buitengewone gevoeligheid voor de literaire organisatie [van de tekst], die terug te vinden is in zijn muzikale frasen."
Thompsons bekendste koorwerk is zijn a capella Alleluia, in opdracht van Serge Koussevitzky en het Boston Symphony Orchestra geschreven voor de openingsceremonie van het Berkshire Music Center (thans Tanglewood Music Center) op 8 juli 1940. Het werd gecomponeerd vlak daarvoor, tussen 1 en 8 juli, dus kort na de capitulatie van Frankrijk, en Thompson zei zelf dat het onmogelijk was dit Alleluia vreugdevol te laten klinken. Desondanks is het werk buitengewoon populair: in 2014 waren bijna drie miljoen exemplaren van de partituur verkocht.

### Werken voor orkest

#### Symfonieën
- 1930 Symfonie Nr. 1
- 1931 Symfonie Nr. 2
- 1949 Symfonie Nr. 3

#### Andere orkestwerken
- 1923 Pierrot and Cothurnus
- 1924 The Piper at the Gates of Dawn
- 1928 Jazz Poem, voor piano en orkest

### Werken voor harmonieorkest
- 1943 Testament of freedom, voor gemengd koor en harmonieorkest - tekst: Thomas Jefferson
- 1949 The Last Words of David, voor gemengd koor en harmonieorkest

### Missen en cantates
- 1955 Mass of the Holy Spirit
- Passion according to St. Luke, cantata
- Requiem

### Muziektheater

#### Opera's
| Voltooid in | titel                                       | aktes    | première | libretto                                                                               |
| 1926        | The Grand Street Follies                    |          | | Arthur Morgan                                                                          |
| 1941-1942   | Solomon and Balkis                          | 1 akte   | Radio: 29 maart 1942, New York, CBS; toneel: 14 april 1942, Lowell Dining Hall, Harvard University, Cambridge | van de componist, naar Rudyard Kipling, The Butterfly that Stamped uit Just So Stories |
| 1960-1961   | The Nativity According to St. Luke (Bijbel) | 7 scènes | 13 december 1961, Cambridge (Massachusetts)                                                                   | R. Rowlands naar St. Luke                                                              |

### Werken voor koren
- 1922 The Last Invocation, voor gemengd koor
- 1924 The Five Odes of Horace, voor gemengd koor
- 1927 Four Easy Songs, voor gemengd koor en piano
  1. My Master Hath a Garden
  2. Some One
  3. The Echo Child
  4. Velvet Shoes
- 1936 The Peaceable Kingdom, geïnspireerd door een schilderij van Edward Hicks op teksten van Jesaja, voor dubbelkoor
- 1940 Alleluia, voor gemengd koor
- 1958 Glory to God in the Highest, voor gemengd koor
- 1959 Frostiana: Seven Country Songs, voor gemengd koor en orkest - tekst: Robert Frost
- 1963 The Best of Rooms, voor gemengd koor
- 1963 A Feast of Praise
- 1983 The Twelve Canticles
- Americana, voor gemengd koor en piano
- Blessed Be the Lord God, voor gemengd koor
- Good Tidings to the Meek, voor gemengd koor en strijkers
- O Let the Nations Be Glad - Psalm 67, verse 4, voor gemengd koor
- Return Unto Thy Rest - Psalm 116, verse 7, voor gemengd koor en strijkers
- Rosemary, voor vrouwenkoor
- The Purr-ima Donna, voor unisono koor en piano
- Thou Hast Given Him - Psalm 21, voor vijfstemmig koor (S,A,T,Bas+Bas)
- Thrice Happy They (Felices ter), voor gemengd koor - tekst: Horace
- Two Childhood Songs, voor unisono koor en piano

### Vocale muziek
- My Soul Doth Magnify the Lord (Magnificat), voor sopraan en piano

### Kamermuziek
- 1941 Strijkkwartet Nr. 1
- 1967 Strijkkwartet Nr. 2
- The Wind in the Willows, voor strijkkwartet

### Werken voor piano
- Sonata
- Suite

## Notes
1. ↑  "… lines which by their shape are grateful and rewarding to sing, individual choral colours to serve the successive word sounds, care for the natural rhythm of the spoken word, and an exquisite sensitivity to literary organization reflected in his musical phraseology." Forbes 1980:784.
2. ↑  "The music in my particular Alleluia cannot be made to sound joyous”, geciteerd in Forbes 2001.
3. ↑  Schmidt & Schmidt 2014:5.

- Bibliothèque nationale de France: cb140266158 (data)
- Gemeinsame Normdatei: 119082462
- International Standard Name Identifier: 0000 0000 8154 3445
- Library of Congress Control Number: n82010452
- MusicBrainz: dd3a8204-7ff6-4297-ae19-7c39904af032
- Nationale Bibliotheek van Tsjechië: ola2006340217
- Nationale Bibliotheek van Israël: 987007589909105171
- Istituto Centrale per il Catalogo Unico: UBOV641366
- SNAC: w6c828bj
- Système universitaire de documentation: 147933463
- Virtual International Authority File: 74050889
- WorldCat: E39PBJkxM88bFfx6h8HdHkf8YP